# Il Giornale di Napoli
Il Giornale di Napoli è un quotidiano napoletano fondato nel 1985. In una prima fase usciva nella sola provincia di Napoli, dedicando spazio, grazie agli uffici di corrispondenza dislocati sul territorio, in particolare ai suoi maggiori centri, con pagine dedicate a singoli quartieri di Napoli e ad Acerra, Afragola e Casoria, Castellammare di Stabia, Giugliano, Marano, Pomigliano d'Arco, Portici, Pozzuoli, Torre Annunziata, Torre del Greco.
Nel 1996 grazie a un accordo con una società editrice fondata con il supporto del movimento politico-culturale "Mediterraneo" è diventato un allegato, e poi un inserto, della nuova serie del Roma, il più antico quotidiano italiano post-unitario, rilanciato come voce meridionalista da Giuseppe Tatarella. Il Roma, con Il Giornale di Napoli al suo interno, è distribuito in gran parte del sud Italia peninsulare. Dal 2004 al 2009, i due quotidiani sono stati venduti in abbinamento obbligatorio con Il Giornale.
Direttore del Giornale di Napoli è Antonio Sasso, che dirige anche il Roma.